# 崔朝 (汉朝)
崔朝（？—？），涿郡安平人，在汉昭帝时期担任幽州从事，曾劝谏幽州刺史不要与燕刺王刘旦来往。刘旦谋反失败后，崔朝被朝廷提拔为侍御史。崔朝的儿子崔舒，历任四个郡的太守，在任职的各个地方都有贤能的好名声。